# Sommerresidenz Eichstätt

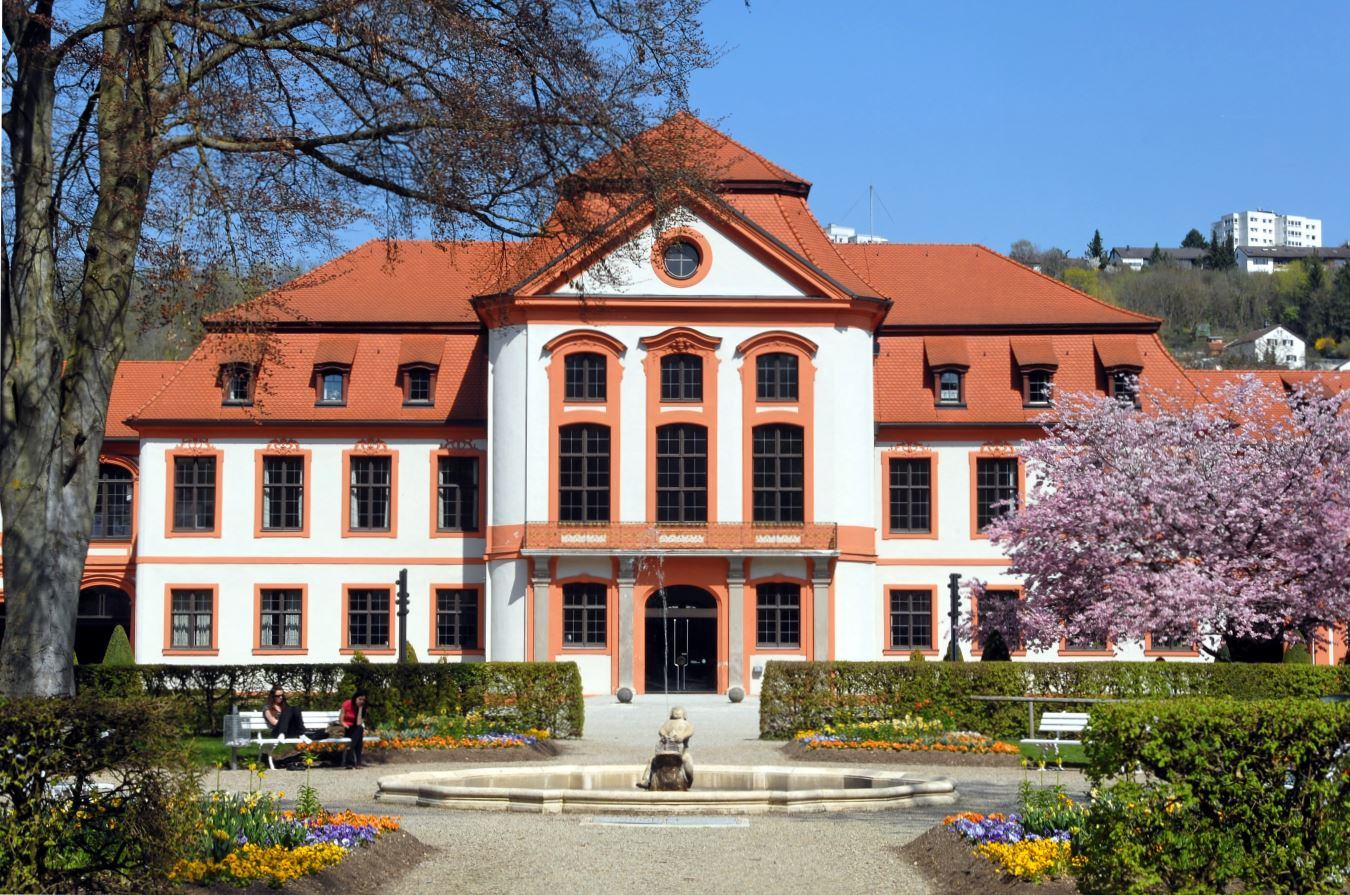
Ansicht der Sommerresidenz

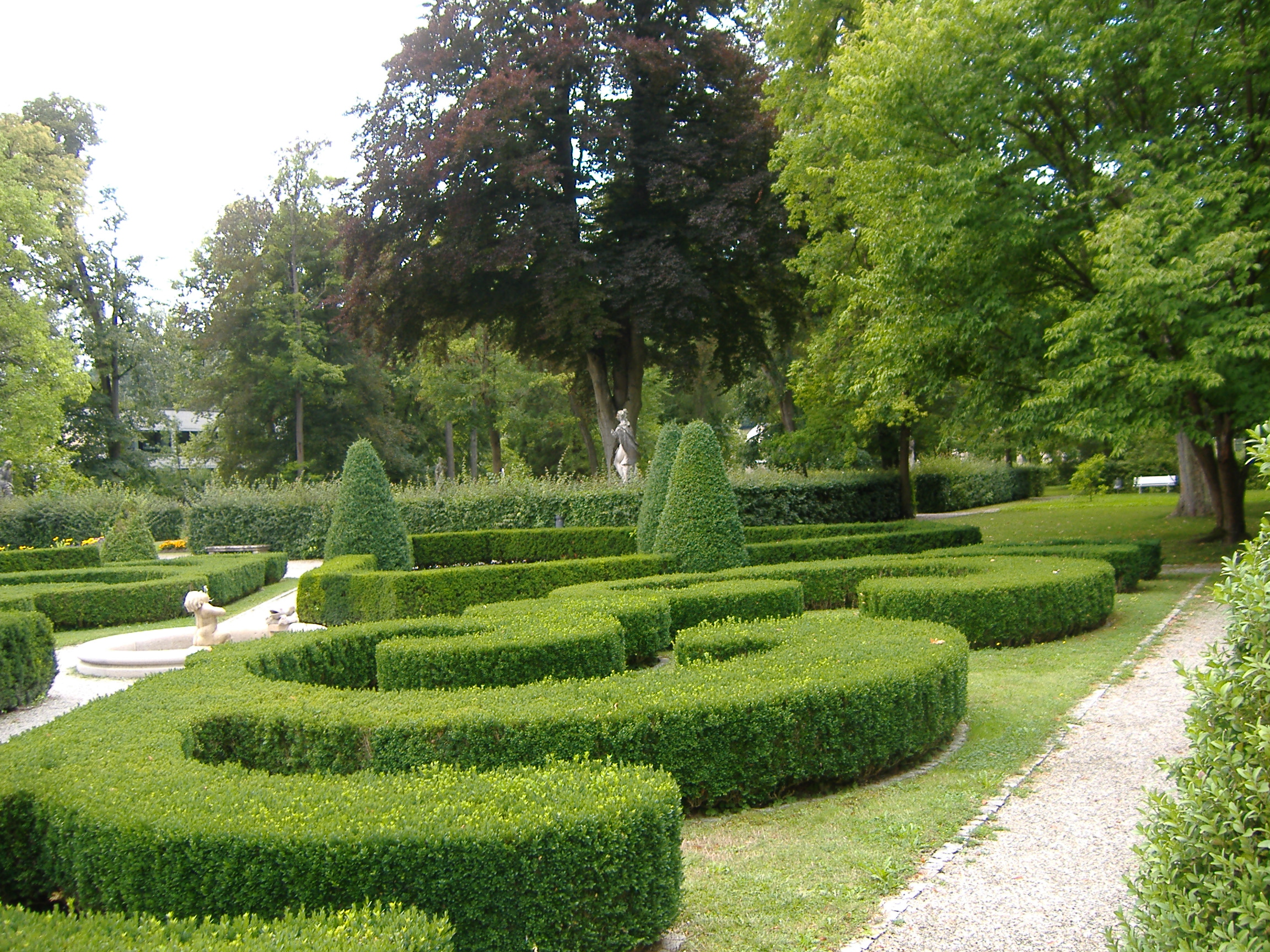
Teilansicht des vorgelagerten Barockgartens

Die Sommerresidenz Eichstätt wurde als repräsentative Sommerresidenz der Fürstbischöfe von Eichstätt erbaut. Sie liegt in Eichstätt im gleichnamigen Landkreis in Oberbayern und dient heute als Verwaltungssitz der Katholischen Universität Eichstätt-Ingolstadt. Die Anlage ist unter der Aktennummer D-1-76-123-171 als denkmalgeschütztes Baudenkmal von Eichstätt verzeichnet. Ebenso wird sie als Bodendenkmal unter der Aktennummer D-1-7133-0189  im Bayernatlas als „frühneuzeitliche Befunde im Bereich der ehemaligen Fürstbischöflichen Residenz mit Hofgarten“ geführt.

## Geschichte
Fürstbischof Franz Ludwig Schenk von Castell ließ sich ab 1735 in Eichstätt eine repräsentative Sommerresidenz erbauen. Als Architekt und Bauleiter zeichnete Gabriel de Gabrieli verantwortlich. Von ihm stammen auch die drei Gartenpavillons.
Ab 1735 entstand auch der Hofgarten, der in Form eines großen Rechteckes sich nach Südwesten zur Altmühl hin erstreckt. Nach der Säkularisation 1803 verblieb das gesamte Areal noch einige Jahre im Besitz des letzten Fürstbischofs Joseph von Stubenberg, bis es dann 1817 an die Herzöge von Leuchtenberg kam, die sich 1855 aus Eichstätt zurückzogen und ihren Besitz an das Königreich Bayern verkauften. Der Garten gehört seit 1871 der Stadt Eichstätt. Das Schloss diente 1872 bis 1898 als Kaserne für eine Abteilung eines Jägerregiments. Bischof Franz Leopold von Leonrod kaufte es 1899 für das Bischöfliche Seminar. Von 1901 bis 1965 beherbergte das Gebäude die Seminarbibliothek, heute Teil der Hofgartenbibliothek.
1977 wurden die Umbauarbeiten durch Karljosef Schattner der einstigen Sommerresidenz zum Verwaltungssitz der Katholischen Universität Eichstätt-Ingolstadt abgeschlossen. Der sich unmittelbar an das Universitätsgebäude anschließende Gartenteil wurde wieder als barocke Anlage neu gestaltet.
Zwischen 2010 und 2013 wurde das Gebäude generalsaniert.

## Baubeschreibung
Langgestreckte barocke Anlage, symmetrisch mit mittlerem überhöhtem Corps de Logis und schmalen Galerieflügeln, die in Eckpavillons enden, 1735–1737 von Gabriel de Gabrieli erbaut.
Südlich anschließender Hofgarten mit drei durch Einfriedungsmauern verbundenen Gartenpavillons von Gabriel de Gabrieli, Mittelpavillon 1736, umgestaltet zum Belvedere mit Fontäne durch Maurizio Pedetti, 1779–1781, Gartenfiguren, 18. Jahrhundert, davon zwei 1765 von Johann Jakob Berg signiert.
Zugehörig Orangeriebau (Ostenstraße 24) um 1740.

## Holzersaal

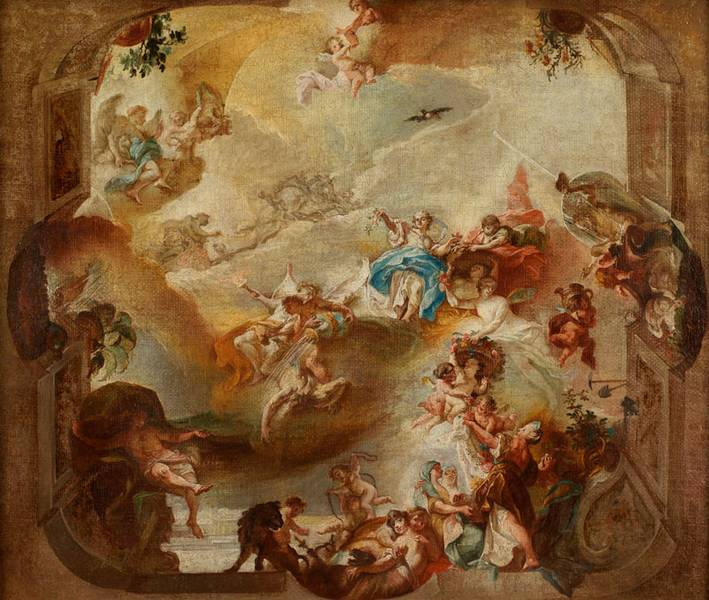
Entwurf des Deckengemäldes im Holzersaal von Johann Evangelist Holzer

Der Festsaal der Sommerresidenz trägt den Namen Holzersaal. Er wurde von Johann Evangelist Holzer zwischen 1736 und 1738 ausgestaltet. Johann Evangelist Holzer schuf auch das Deckenbild, das den Namen Der Frühling trägt.
Der Gemälde-Zyklus im Holzersaal wurde zwischen 1758 und 1759 von Johann Michael Baader erstellt und stellt die biblische Geschichte Jiftachs dar.